# Petäjäsaari (ö i Finland, Norra Österbotten, Koillismaa, lat 65,53, long 29,00)
Petäjäsaari är en ö i Finland. Den ligger i sjön Kolkonjärvi och i kommunen Taivalkoski i den ekonomiska regionen  Koillismaa ekonomiska region  och landskapet Norra Österbotten, i den nordöstra delen av landet, 600 km norr om huvudstaden Helsingfors. Öns area är 0,1 hektar och dess största längd är 60 meter i sydöst-nordvästlig riktning.